# Kambalihal, Hungund
Kambalihal là một làng thuộc tehsil Hungund, huyện Bagalkot, bang Karnataka, Ấn Độ.